# Первомайский район (Саратовская область)
Первомайский райо́н - административно-территориальная единица в Саратовской области, существовавшая в 1941-1963 годах. Административный центр —  с. Первомайское.

## История
Образован 7 сентября 1941 года как Гнаденфлюрский район из Гнаденфлюрского кантона ликвидированной АССР немцев Поволжья в составе Саратовской области.
Указом Президиума Верховного Совета СССР от 19 мая 1942 года Гнаденфлюрский район Саратовской области был переименован в Первомайский район..
1 февраля 1963 года район был упразднён, его территория вместе с территорией упраздненого Фёдоровского района вошла в состав  Ершовского района.
В 1965 году часть территории бывшего Первомайского района перешла из состава Ершовского района в состав вновь образованного Фёдоровского района.

## Административно-территориальное деление
Сельские советы Первомайского района Саратовской области:
| 7 сентября 1941 года | 1 ноября 1942 года | 1 июля 1945 года   | 1 октября 1950 года  | 1 января 1955 года  |
| -------------------- | ------------------ | ------------------ | -------------------- | ------------------- |
| 1. Кёппентальский    | 1. Богдашинский    | 1. Богдашинский    | 1. Богдашинский      | 1. Богдашинский     |
| 2. Вознесенский      | 2. Вознесенский    | 2. Вознесенский    | 2. Вознесенский      | 2. Вознесенский     |
| 3. Воскресенский     | 3. Воскресенский   | 3. Воскресенский   | 3. Воскресенский     | 3. Воскресенский    |
| 4. Дмитриевский      | 4. Дмитриевский    | 4. Дмитриевский    | 4. Дмитриевский      | 4. Дмитриевский     |
| 5. Липовский         | 5. Липовский       | 5. Липовский       | 5. Липовский         | 5. Липовский        |
| 6. Миусский          | 6. Миусский        | 6. Миусский        | 6. Миусский          | 6. Миусский         |
| 7. Моргентаусский    | 7. Нестеровский    | 7. Нестеровский    | 7. Нестеровский      | 7. Нестеровский     |
| 8. Гнаденфлюрский    | 8. Первомайский    | 8. Первомайский    | 8. Первомайский пс   | 8. Первомайский пс  |
| 9. Полеводинский     | 9. Полеводинский   | 9. Полеводинский   | 9. Полеводинский пс  | 9. Полеводинский пс |
| 10. Спартакский пс   | 10. Спартакский пс | 10. Спартакский пс | 10. Спартакский пс   | 10. Спартакский     |
| 11. Эрленбахский     | 11. Чкаловский     | 11. Чкаловский     | 11. Чкаловский       | 11. Чкаловский      |
| 12. Бобовский        | 12. Бобовский      | 12. Бобовский      | 12. Бобовский        | 12. Плесский пс     |
| 13. Кавелинский      | 13. Кавелинский    | 13. Кавелинский    | 13. Кавелинский      |                     |
| 14. Карповский       | 14. Карповский     | 14. Карповский     | 14. Карповский       |                     |
| 15. Ней-Цюрихский    | 15. Комсомольский  | 15. Комсомольский  | 15. Комсомольский пс |                     |
| 16. Штразенфельдский | 16. Сабуровский    | 16. Сабуровский    | 16. Сабуровский      |                     |
| 17. Зихельбергский   | 17. Серпогорский   | 17. Серпогорский   | 17. Серпогорский     |                     |
| 18. Чугунский        | 18. Чугунский      | 18. Чугунский      | 18. Чугунский        |                     |
| 19. Мангеймский      | 19. Мариновский    |                    | 19. Мариновский      |                     |
| 20. Альт-Цюрихский   | 20. Березовский    |                    | 20. Плесский пс      |                     |
| 21. Мариенбургский   | 21. Чапаевский     |                    |                      |                     |